# 山中湖インターチェンジ
山中湖インターチェンジ（やまなかこインターチェンジ）は、山梨県南都留郡山中湖村にある東富士五湖道路のインターチェンジである。
フルインターチェンジで料金所はないが、フリーフローアンテナが設置されており、2022年3月18日からフリーフローアンテナの運用とETC車の料金収受を開始した。
富士吉田方面は入口・出口ランプが平面交差しているため、信号機による制御が行われている。

## 道路
- E68 東富士五湖道路（4番）
- 国道138号

## 歴史
- 1986年（昭和61年）8月28日：富士吉田IC - 当IC開通に伴い一部供用。
- 1989年（平成元年）3月29日：当IC - 須走IC開通に伴い全面供用。
- 2022年（令和4年）3月18日：フリーフローアンテナによるETC車の流入判定と料金収受を開始[1]。

## 周辺
- 山中湖
- 山中のハリモミ純林
- 忍野八海
- 山中湖村役場
- 北富士駐屯地

## 隣
E68 東富士五湖道路
(3) 富士吉田IC - (3-1) 富士吉田忍野SIC - (4) 山中湖IC - (5) 須走IC